# Koivusaari (ö i Finland, Satakunta, Björneborg, lat 61,29, long 22,41)
Koivusaari är en ö i Finland. Den ligger i vattendraget Kumo älv och i kommunen Kumo i den ekonomiska regionen  Björneborgs ekonomiska region  och landskapet Satakunta, i den sydvästra delen av landet, 180 km nordväst om huvudstaden Helsingfors. Öns area är 7,1 hektar och dess största längd är 0,6 kilometer i sydöst-nordvästlig riktning.